# Kanton Maromme
Kanton Maromme (fr. Canton de Maromme) je francouzský kanton v departementu Seine-Maritime v regionu Horní Normandie. Skládá se pouze z obcí Maromme a Canteleu.